# Mysteriet Blackville
Mysteriet Blackville er en dansk stumfilm fra 1917.
- Manuskript og instruktion Aage Brandt.

Blandt de medvirkende kan nævnes:
- Herman Florentz
- Olivia Klingspor
- Henry Knudsen
- Elith Pio
- Oscar Nielsen
- Lily Jansen